# Presión de impacto
En dinámica de fluidos compresibles, la presión de impacto (presión dinámica) es la diferencia entre la presión total (también conocida como presión de pitot o presión de estancamiento) y la presión estática. En notación aerodinámica, esta cantidad se escribe como {\displaystyle q_{c}} o {\displaystyle Q_{c}}
Cuando se introduce en un indicador de velocidad del aire, la presión de impacto se utiliza para proporcionar una lectura de velocidad del aire calibrada. Un ordenador de datos del aire con entradas de presiones pitot y estáticas es capaz de proporcionar un número de Mach y, si se conoce la temperatura estática, la velocidad verdadera.[cita requerida]
Algunos autores en el campo de los flujos compresibles utilizan el término presión dinámica o presión dinámica compresible en lugar de presión de impacto.

## Flujo isentrópico
En el  flujo isentrópico la relación entre la presión total y la presión estática viene dada por:
{\displaystyle {\frac {P_{t}}{P}}=\left(1+{\frac {\gamma -1}{2}}M^{2}\right)^{\tfrac {\gamma }{\gamma -1}}}
donde::
{\displaystyle P_{t}} es lapresión total
{\displaystyle P} es la presión estática
{\displaystyle \gamma \;} es la relación de calores específicos

{\displaystyle M\;} es el número de Mach de la corriente libre
Tomando {\displaystyle \gamma \;} como 1,4, y ya que {\displaystyle \ P_{t}=P+q_{c}}
{\displaystyle \;q_{c}=P\left[\left(1+0.2M^{2}\right)^{\tfrac {7}{2}}-1\right]}
Expresando la presión dinámica incompresible como {\displaystyle ;{\tfrac {1}{2}}\gamma PM^{2}} y expandiendo por la serie binomial da:
{\displaystyle \;q_{c}=q\left(1+{\frac {M^{2}}{4}}+{\frac {M^{4}}{40}}+{\frac {M^{6}}{1600}}...\right)\;}
donde:
{\displaystyle \;q} es la presión dinámica